# مواء

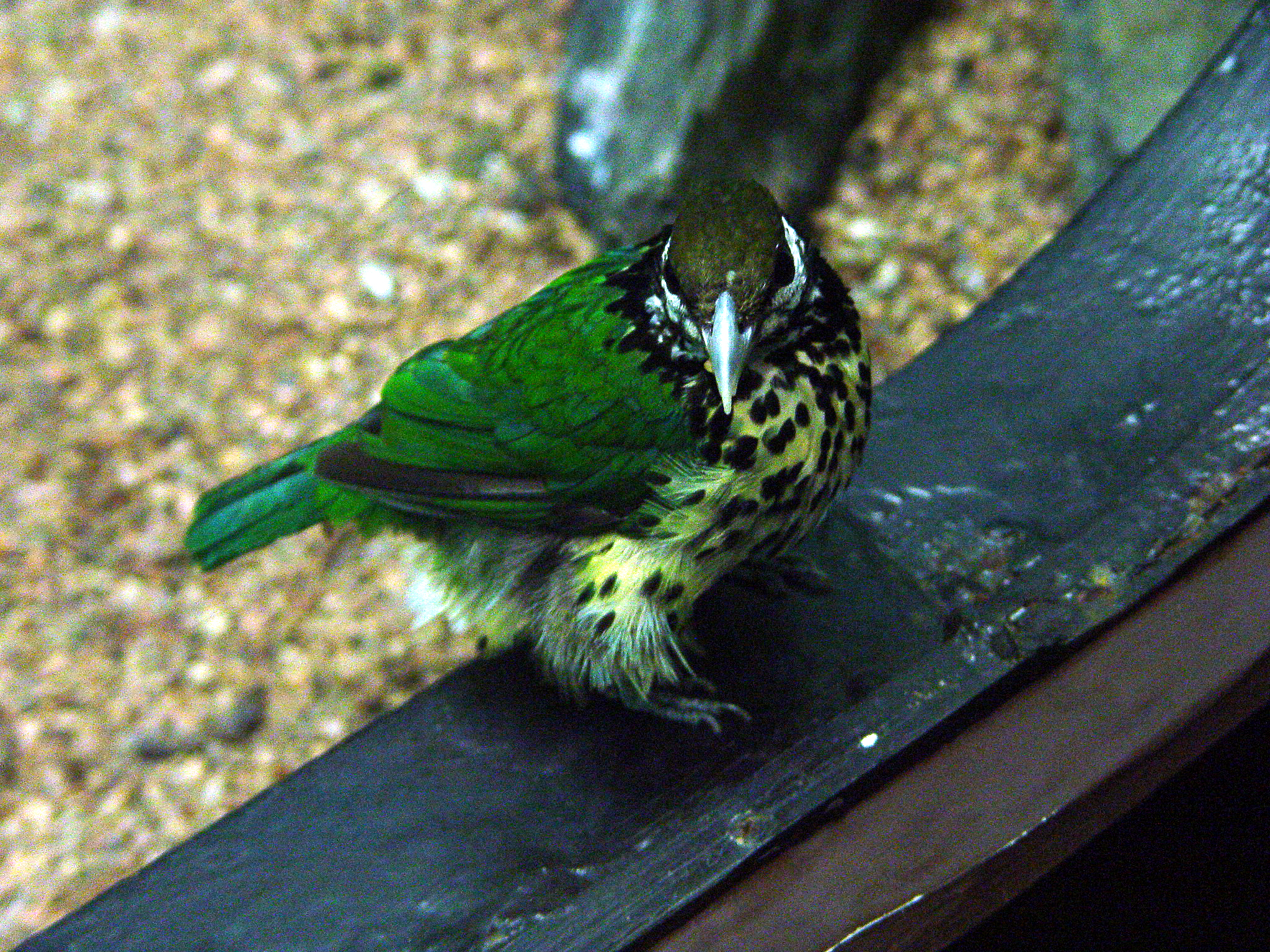
موَّاء أبيض الأذنين.

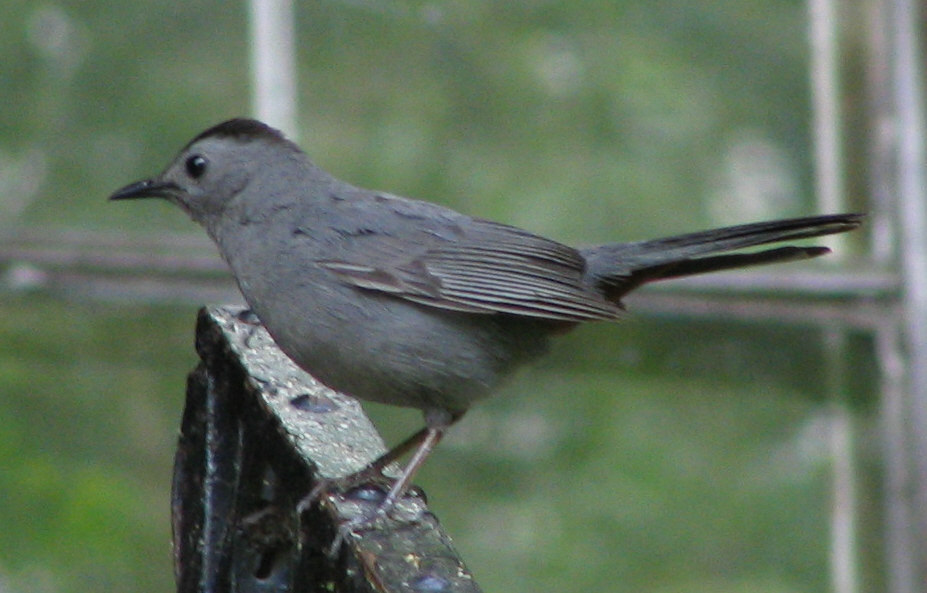
موَّاء رمادي.

المَوَّاء هو اسم يُطلق على عدَّة أنواع من الطيور الغرِّيدة اللامُرتبطة ببعضها. وهي تُعرف بهذا الاسم بسبب نحيبها الشبيه بمواء القطط، كذلك فإنَّ اسم جنسها Ailuroedus مُشتقٌ من اليونانيَّة وهو يعني «القط المُغنِّي» أو «صاحب صوت القط».
تنتمي الموَّاءات الإستراليزيَّة إلى جنس Ailuroedus، وإلى تصنيف Scenopooetes أحادي العرق، وإلى فصيلة طيور العرائش (Ptilonorhynchidae) المُشكِّلة فصيلة قاعديَّة بين الطيور الغرِّيدة. أمّا أنواعها فهي:
- الموَّاء أبيض الأذنين، Ailuroedus buccoides
- الموَّاء المُرقَّط، Ailuroedus melanotis
- الموَّاء الأخضر، Ailuroedus crassirostris
- الموَّاء مسنن المنقار، Scenopooetes dentirostris

بالإضافة إلى الموَّاءات سالفة الذِكر، هُناك جنسان من الموَّاءات قاطنة العالم الجديد، تنتمي إلى فصيلة المُحاكيات (Mimidae) وفيلق المُغرِّدات. تُمثِّلُ هذه الطيور أنسابًا قاعديَّة مُستقلَّة في فصيلة المُحاكيات، ويُحتمل أنها أقرب نسبًا إلى الدرَّاسات الكاريبيَّة والرّعشنات من المُحاكيات والدرَّاسات النمطيَّة. أمّا أنواعها فهي:
- الموَّاء الرمادي، Dumetella carolinensis
- الموَّاء الأسود، Melanoptila glabrirostris

هناك أيضًا الموَّاء الحبشيّ (Parophasma galinieri)، وهو جنس أحادي النوع من أفريقيا. يضعه العلماء في الوقت الرَّاهن ضمن فصيلة المهاذير (Timaliidae)، على أنَّه يُحتمل انتمائه لفصيلة الدخاخيل النمطيَّة المنتمية لفيلق دخاخيل العالم القديم.